# Roman Kaczanow
Roman Abielewicz Kaczanow (ros. Роман Абелевич Качанов, ur. 25 lutego 1921 w Smoleńsku, zm. 4 lipca 1993 w Moskwie) – radziecki reżyser, rysownik, scenarzysta oraz animator. Znany m.in. jako twórca serii kreskówek  Krokodyl Giena, Kiwaczek, Szapoklak i  Kiwaczek idzie do szkoły.

## Życiorys
Roman Kaczanow urodził się 25 lutego 1927 roku w Smoleńsku. W czasie II wojny światowej służył jako spadochroniarz.
Pojawił się w Sojuzmultfilmie w 1946 roku, gdzie był reżyserem i animatorem. Od 1947 do 1957 roku pracował jako animator oraz asystent reżysera m.in. z Dmitrijem Babiczenko, Walentiną i Zinaidą Brumberg oraz Lwem Atamanowem i Iwanem Iwanowem-Wano.
W 1958 roku we współpracy z Anatolijem Karanowiczem zrealizował jako reżyser swój pierwszy film animowany „Starzec i żuraw” (Старик и журавль), następnie w 1959 roku we współpracy z tym samym reżyserem zrealizował według scenariusza Nâzıma Hikmeta animację Zakochana chmura (Влюблённое облако). Film ten otrzymał nagrody na festiwalach filmowych w Annecy, Oberhausen i Bukareszcie. Praca reżyserska w tych dwóch filmach przyniosła mu wielkie doświadczenie zawodowe,  dzięki któremu później zaczyna realizować samodzielnie swoje filmy animowane.
W latach 1969–1983 wydał serię filmów lalkowych o Kiwaczku – Krokodyl Giena, Kiwaczek, Szapoklak i  Kiwaczek idzie do szkoły. Jego filmy lalkowe są pełne humoru i wdzięku, a postacie wyraziste i urocze.
W roku 1982 otrzymał Nagrodę Państwową ZSRR za film Alicja i tajemnica trzeciej planety (Тайна третьей планеты).
Zmarł po ciężkiej chorobie 4 lipca 1993 roku w Moskwie w wieku 72 lat. Został pochowany na Cmentarzu Trojekurowskim w Moskwie.

## Filmografia

### Reżyser
- 1959: Zakochana chmura (Влюблённое облако)[2]
- 1962: Kto kogo obraził (Обида)
- 1964: Jak żabka szukała taty (Лягушонок ищет папу)
- 1967: Rękawica (Варежка)[2]
- 1969: Krokodyl Giena (Крокодил Гена)
- 1971: Kiwaczek (Чебурашка)
- 1973: Szapoklak (Шапокляк)
- 1977: Ostatni płatek (Последний лепесток)
- 1981: Alicja i tajemnica trzeciej planety (Тайна третьей планеты)
- 1983: Kiwaczek idzie do szkoły (Чебурашка идёт в школу)

### Scenarzysta
- 1969: Krokodyl Giena (Крокодил Гена)
- 1971: Kiwaczek (Чебурашка)
- 1973: Szapoklak (Шапокляк)
- 1974: Czapla i żuraw (Цапля и журавль)
- 1977: Ostatni płatek (Последний лепесток)
- 1983: Kiwaczek idzie do szkoły (Чебурашка идёт в школу)

### Dyrektor artystyczny
- 1953: Mężny Pak (Храбрый Пак)
- 1955: Cudowna podróż (Заколдованный мальчик)
- 1956: Bajka o przebiegłym szakalu i dobrym wielbłądzie (Шакалёнок и верблюд)

### Animator
- 1948: Niegrzeczny Fiedia (Федя Зайцев)
- 1950: Bajka o rybaku i rybce (Сказка о рыбаке и рыбке)
- 1951: Noc wigilijna (Ночь пе́ред Рождество́м)
- 1952: Śnieżka (Снегурочка)
- 1952: Szkarłatny kwiat (Аленький цветочек)
- 1953: Bracia Lu (Братья Лю)
- 1954: Królewna żabka (Царевна-Лягушка)
- 1954: Złota antylopa (Золотая антилопа)
- 1954: Słomiany byczek (Соломенный бычок)
- 1955: Niecodzienny mecz (Необыкновенный матч)
- 1956: Bajka o przebiegłym szakalu i dobrym wielbłądzie (Шакалёнок и верблюд)
- 1957: W pewnym królestwie (В некотором царстве)

## Nagrody i odznaczenia
- III Międzynarodowy Festiwal filmów animowanych w Annecy (1960) – Nagroda Specjalna Jury (film Zakochana chmura)
- II Międzynarodowy Festiwal filmów kukiełkowych i lalkowych w Bukareszcie (1960) – Srebrny medal (film Zakochana chmura)
- VII Międzynarodowy Festiwal Filmowy w Oberhausen (1960) – Nagroda FIPRESCI (film Zakochana chmura)
- V Międzynarodowy Festiwal w Moskwie (1967) – Srebrny Medal w konkursie filmów dla dzieci (film Rękawica)
- VII Międzynarodowy Festiwal filmów animowanych w Annecy (Francja) (1967) – pierwsza nagroda za najlepszy film dla dzieci (film Rękawica)
- Międzynarodowy Festiwal Filmów dla Dzieci i Młodzieży w Gijon (1968) – nagroda miasta Gijon „Za wysoką jakość artystyczną animacji” (film Rękawica)
- Międzynarodowy Festiwal Filmów dla Dzieci i Młodzieży w Gijón (1968) – Grand Prix „Złota Płyta” (film Rękawica)
- III Wszechzwiązkowy Festiwal Filmowy w Leningradzie (1968) – pierwsza nagroda w sekcji filmów animowanych (film Rękawica)
- Wszechzwiązkowy Festiwal Filmowy (1971) – nagroda za najlepszy film animowany (film Kiwaczek)
- Zasłużony Działacz Sztuk RFSRR (1972)
- Ludowy Artysta RFSRR (1981)
- Nagroda Państwowa ZSRR (1982) za film Alicja i tajemnica trzeciej planety

Źródło: